# Trimucrodon
Trimucrodon („zub se třemi špičkami“) byl rod ptakopánvého býložravého dinosaura z Neornithischia, který žil v období pozdní jury (geologický stupeň kimmeridž, před 157 až 152 miliony let) na území dnešního Portugalska.

## Objev a popis
Fosilie dinosaura byly objeveny v 60. letech 20. století v sedimentech souvrství Alcobaça a formálně popsány paleontologem Richardem Anthonym Thulbornem v roce 1975.
Objevený materiál sestává pouze z fosilních zubů. Původně byl jejich původce považován za zástupce čeledi Fabrosauridae. Později byl označen za hypsilofodontida.